# 中央アジア非核兵器地帯条約
中央アジア非核地帯条約（ちゅうおうアジアひかくちたいじょうやく、英：Treaty on a Nuclear Weapon Free Zone in Central Asia）は、中央アジアの非核地帯条約。
2006年9月8日、カザフスタン、キルギスタン、タジキスタン、トルクメニスタン、ウズベキスタンの5カ国によって、カザフスタンのセメイ（旧名はセミパラチンスク）で調印されたことから、通称セメイ条約（Treaty of Semei）と呼ばれている。

## 発効までの経緯
- 1997年2月、中央アジア5か国が、カザフスタンのアルマティにおける5か国首脳会議声明（アルマティ宣言）にて非核兵器地帯構想を発表。この後、国連に条約案起草支援を要請。国連アジア太平洋平和軍縮センターの支援により、1998年から国連の支援のもとで条約案起草のための専門家会合が開催される。
- 2002年9月、中央アジア5か国が集まったサマルカンド専門家会合において条約案文の交渉が終了。
- 2005年2月、タシケントで開催された域内会議において早期署名を目指すこと等を確認する「タシケント宣言」が発出される。
- 2006年9月、カザフスタン旧セミパラチンスクにおいて条約署名式が開催され、5か国が集まり条約に署名する。
- 2009年3月、条約が発効する。

## 主な内容
- 締約国による、核兵器若しくは核爆発装置の研究、開発、製造、貯蔵、取得、所有、管理の禁止
- 締約国による、自国領域内における他国の放射性廃棄物の廃棄許可等を禁止
- 議定書で以下のことを禁止

1. 核兵器国が締約国に対して核兵器の使用及び使用の威嚇を行うことを禁止
2. 条約もしくは議定書の違反に資する行為をしてはならないと規定

## 加盟国
2009年3月現在、中央アジア5カ国が加盟している（条約加盟順）。
| 国名             | 署名         | 批准           |
| ---------------- | ------------ | -------------- |
| キルギス         | 2006年9月8日 | 2007年3月22日  |
| ウズベキスタン   | 2006年9月8日 | 2007年4月2日   |
| トルクメニスタン | 2006年9月8日 | 2008年4月19日  |
| タジキスタン     | 2006年9月8日 | 2008年11月12日 |
| カザフスタン     | 2006年9月8日 | 2008年11月26日 |